# Jeceaba
Jeceaba is een gemeente in de Braziliaanse deelstaat Minas Gerais. De gemeente telt 6.036 inwoners (schatting 2009).

## Aangrenzende gemeenten
De gemeente grenst aan Belo Vale, Congonhas, Desterro de Entre Rios, Entre Rios de Minas, Piedade dos Gerais en São Brás do Suaçuí.